# ديفيد بينديك
ديفيد بينديك (بالألمانية: David Benedek)‏ هو منتج أفلام ألماني، ولد في 3 يونيو 1980 في ميونخ في ألمانيا.